# Château de La Sarraz
Le château de La Sarraz est un château situé à La Sarraz dans le canton de Vaud, en Suisse.

## Géographie
Le château de la Sarraz, édifié sur un éperon rocheux, est située sur la commune de la Sarraz localisée sur le plateau suisse (axe Vallorbe - Lausanne), dans le district de Morges.

## Histoire
Le château a été bâti dès le XIe siècle par la famille de La Sarraz. La première mention d'une fortification à cet endroit date de l'an 1049. Le château actuel date en grande partie des XIIe (tour maîtresse), XIIIe (corps de logis) et XIVe siècles (tour de garde) et il a subi de nombreux remaniement, notamment au XVIe siècle ; en effet, il fut vraisemblablement pillé en 1475, puis brûlé en 1536 avant d'être rénové. Plusieurs plafonds à poutres moulurées ont pu être datés des années 1550-1600 (notamment dans la salle des chevaliers).
Le château est le centre de la seigneurie locale et appartient successivement aux familles Grandson-La Sarraz, Montferrant-La Sarraz puis Gingins-La Sarraz et leurs descendants jusque vers 1700 ; au XVIIIe siècle, la famille de Gingins, qui en est propriétaire depuis le XVIe siècle, est établie à Berne et dans d'autres seigneuries voisines (Orny notamment). Ses membres délaissent le château jusqu'au début du XIXe siècle.
À cette époque, l'historien Frédéric Charles Jean de Gingins de la Sarraz habite le château. Il le fait rénover dans le goût néo-classique (dépendances, intérieurs) et néo-gothique (vitraux ; surélévations des tours d'escalier, supprimées par la suite). L’architecte lausannois François Recordon (1795-1844) réalise par exemple des façades néogothiques et l’architecte Louis Wenger (1809-1861) une pseudo-chapelle dans la salle voûtée à la base de la tour de défense orientale, pour abriter le tombeau de François Ier récemment redécouvert dans la chapelle Saint-Antoine, dite du Jaquemart voisine,. Un vaste parc à l'anglaise est aussi aménagé, après démolition du mur d'enceinte de la cour du château.
Le domaine passe dans les mains des Mandrot à la fin du XXe siècle. Hélène de Mandrot (née Revillod) en est propriétaire jusqu'à sa mort en 1948.

## Label et inscription à l'inventaire
Le château est l'un des sites suisses à être distingué par le label Patrimoine européen, qui « vise à mettre en valeur la dimension européenne des biens culturels, monuments, sites naturels ou urbains et lieux de mémoire, témoins de l'histoire et de l'héritage européen ».
Il fait également l'objet d'une inscription sur la liste de l'Inventaire suisse des biens culturels d'importance dans le canton de Vaud, en catégorie O.

## Administration et association de soutien
Le château est administré par la Fondation du château de la Sarraz, créée le 30 juin 2016, par transfert du patrimoine de tous les actifs et passifs de la Société des Amis du château de La Sarraz – Musée Romand.
Il est soutenu par l’Association des amis du château de la Sarraz.

## Musée
En parallèle de la rénovation du château, Frédéric Charles Jean de Gingins de la Sarraz  imagine un musée dynastique avec une collection qui compte comme point de départ les meubles et les portraits des membres de la famille qui font partie du château. Un dessin daté de 1862, représente cette collection de portraits réunie dans le grand salon. Il complète aussi cette collection familiale par des achats, à l’exemple du célèbre livre d’heures de Jean II de Gingins (vers 1420-1430).
Henri de Mandrot (1861-1920), neveu de Aymon de Gingins qui lui lègue le château à son décès en 1893, perpétue cette vocation muséale en élargissant la collection à la vie quotidienne. En 1911 est ainsi fondée la Société du musée romand. Puis en1920, selon le vœu d'Henri de Mandrot, le château devient la propriété de cette société, qui ouvre le musée au public en 1922. Les premières salles visitables sont : la Salle des Chevaliers (encore aujourd'hui assez proche de l’état de 1922) et la Salle à manger. Le concept muséographique général est celui de la « period room » qui vise à reconstituer des pièces par fonction avec du mobilier de la même période,.
Au décès de Henri de Mandrot en 1920, son épouse Hélène de Mandrot (née Revillod) occupe ponctuellement le lieu jusqu'à sa mort en 1948. Elle y crée une Maison des artistes, où elle reçoit notamment Alberto Cavalcanti, Le Corbusier, Pierre Chareau, Sergueï Eisenstein, Sigfried Giedion, Gabriel Guevrekian, Pierre Jeanneret, André Lurçat, Hannes Meyer, Moholy-Nagy, Hans Richter, Gerrit Rietveld, Alberto Sartoris, Oskar Schlemmer, dont certaines œuvres sont restées au château. Elle accueille au château, du 26 au 29 juin 1928, le premier congrès CIAM dédié à l’architecture moderne. Puis l’année suivante en 1929, le premier congrès de cinéma indépendant, auquel participe le cinéaste russe Sergueï Eisenstein.
Un an après la mort d’Hélène de Mandrot, un conservateur entre en fonction. Charles Knébel (1875-1964) ajoute sa propre collection à celle du château la sienne, en particulier des aquarelles de Charles-François Knébel, l’un de ses ancêtres, et François Keiserman, peintres vaudois ayant travaillé à Rome. Ces dernières sont alors exposées dans trois des salles du château. Il est aussi l’auteur du premier inventaire des collections, qui est complété par les conservateurs successifs.
De 1987 à 1999, le château fait l'objet d'importantes rénovations accompagnées d'une campagne de restauration intitulée « Rénovation 2000 ». Ce projet a pour objectif de mettre en avant le principe de la maison seigneuriale. Au concept de la « period room » est ajouté celui de la salle thématique avec vitrines. Durant cette période, le château est visitable seulement avec un guide.
En 2012, une inondation survient au château. Elle cause de nombreux dégâts, mais leur réparation permet de mettre au jour des fragments de peintures murales. À partir de cette même année et jusqu'en 2015, les collections sont documentées en partie par l'Université de Lausanne, dans le cadre d’un séminaire en histoire de l’art. Ainsi, certains ensembles ont fait l'objet d'études plus abouties qui ont donné lieu à la publication d'articles,. Par exemple, les collections comprennent des pièces des ébénistes et menuisiers Matthäus et Johann Friedrich Funk, Johannes Äbersold et Christophe Hopfengärtner), ainsi que des travaux de portraitistes bernois (Johannes Dünz, Bartholomäus Sarburgh, Emanuel Handmann, entre autres).
En 2015, le musée a accueilli l'exposition temporaire du Musée cantonal d'archéologie et d'histoire intitulée Les Helvètes au Mormont. Cette exposition présentait les objets extraits des fouilles celtiques faites sur le site du Mormont, à proximité du château et découvert en 2006 sur la colline du même nom.
En 2021, le musée rouvre au public avec un nouveau parcours muséographique interactif, intitulé « 900 ans de dynasties ». Ce titre met en avant la particularité du château de la Sarraz, qui a été habité pendant neuf siècles et transmis de génération en génération par héritage ou par mariage sans discontinuité, contrairement aux autres châteaux situés dans le canton de Vaud. Au concept muséographique de la « period room » est ajouté celui de « white cube ». Le « white cube » est une pièce blanche sans fenêtre qui est insérée dans une salle déjà existante par l'ajout d'un sol et de toiles tendues blanches sur les murs. Au château, ces cubes « fonctionnent comme des ruptures du rythme de visite et dans lesquels l'attention est portée sur les objets plutôt que sur une atmosphère reconstituée ». L'originalité de ce parcours muséographique réside dans le fait que chaque personne qui vient visiter le château en reçoit la clé. Elle peut ainsi le visiter seule et sans guide, contrairement aux décennies passées.
Le musée suisse du cheval est également situé le site du château depuis 1982.

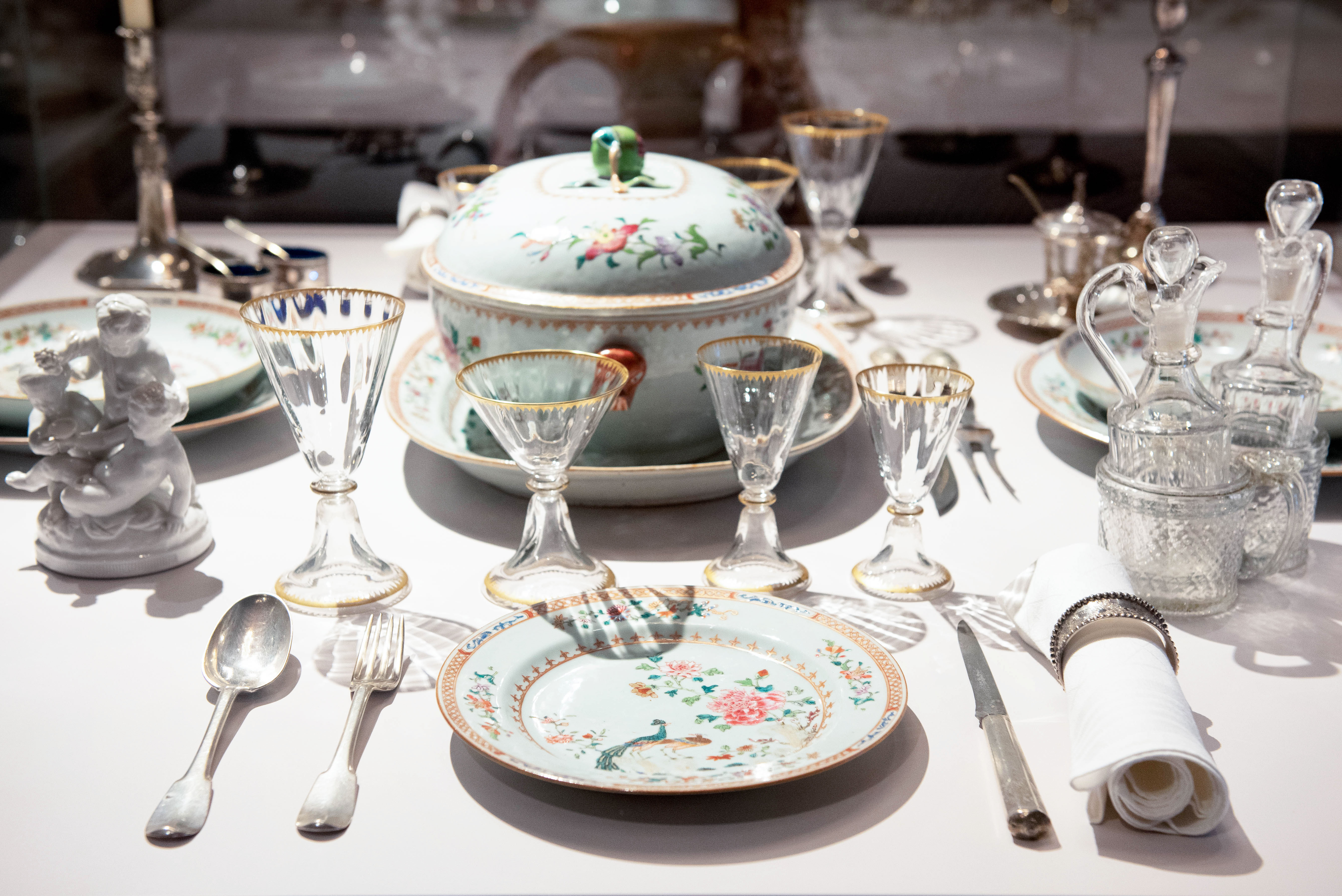
Vue de la salle à manger du parcours muséographique 900 ans de dynasties au château de la Sarraz.
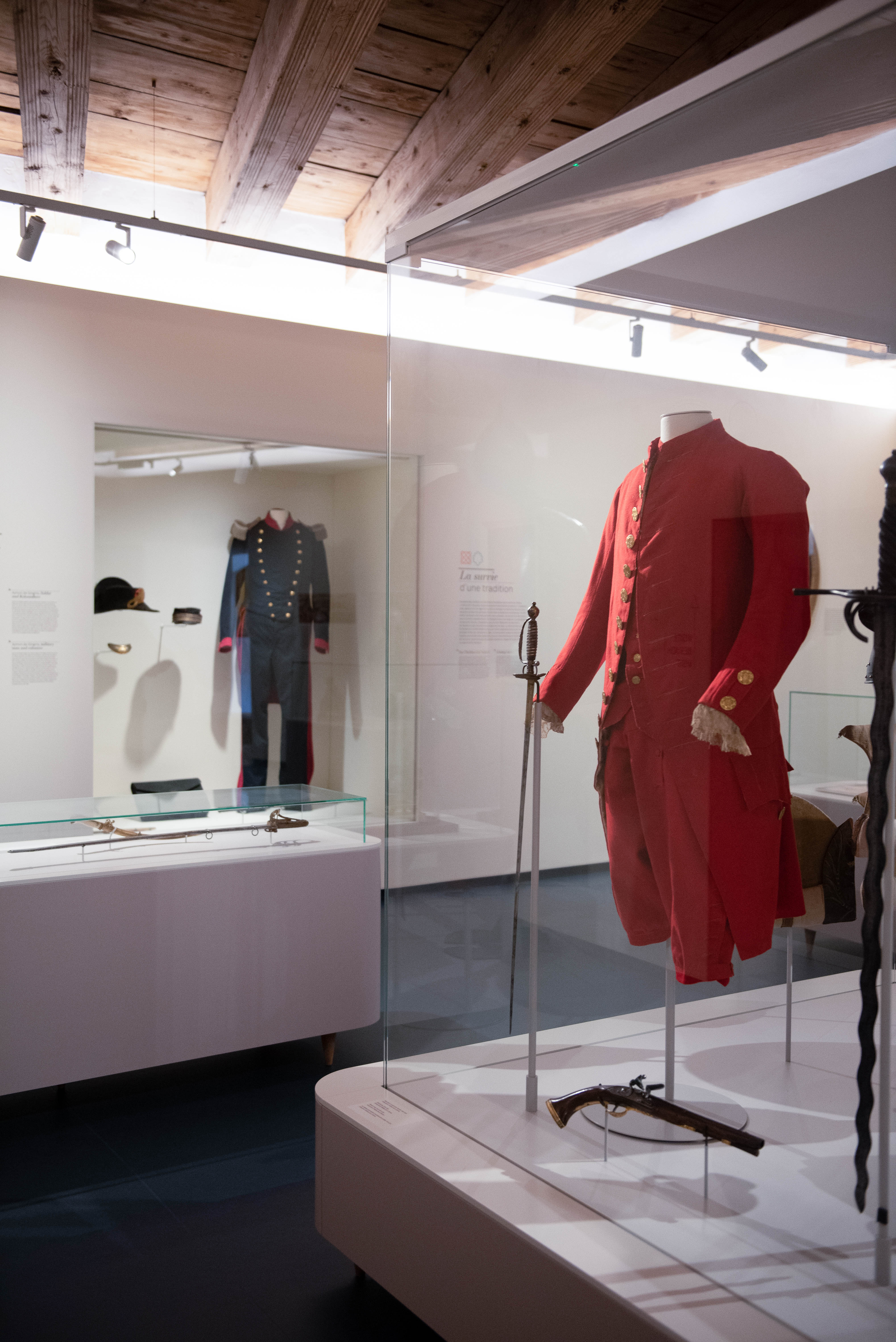
Salle de mercenariat, 900 ans de dynasties, château de la Sarraz.

## Sources
- Fonds : Château de La Sarraz (1275 - 1902) [15.30 mètres linéaires].  Cote : CH-000053-1 P Château de la Sarraz. Archives cantonales vaudoises (présentation en ligne).
- Fonds=Société des Amis du Château de La Sarraz-Musée romand (1520-1943) [10,00 ml]. Collection : Archives privées ; Cote CH-000053-1 PP 111. Archives cantonales vaudoises (présentation en ligne= https://davel.vd.ch/detail.aspx?id=35114]
- Fonds=Maison des Artistes (1800-2004) [5,00. En relation avec Hélène de Mandrot] Collection : Archives privées; Cote CH-000053-1 PP 861. Archives cantonales vaudoises (présentation en ligne= https://davel.vd.ch/detail.aspx?ID=55607]
- Fonds=Gustcher (Hans) (1700-2002) [9 boîtes, 10 classeurs, 7 enveloppes. Restauration extérieure et intérieure du château] Collection : Archives privées; Cote CH-000053-1 PP 111. Archives cantonales vaudoises (présentation en ligne= https://davel.vd.ch/detail.aspx?ID=193847]
- http://www.swisscastles.ch/Vaud/lasarraz/%7Csite=swisscastles.ch%7Ctitre=Le Château de La Sarraz et Musée du Cheval, consulté le 18 juillet 2019.
- La cinémathèque suisse : https://www.cinematheque.ch/f/actualites/article/le-1er-congres-international-du-cinema-independant-cici-la-sarraz-1929-une-documentation/, consulté le 29 juin 2022.